# Буфало (Јужна Дакота)
Буфало (енгл. Buffalo) град је у америчкој савезној држави Јужна Дакота.

## Демографија
По попису из 2010. године број становника је 330, што је 50 (-13,2%) становника мање него 2000. године.
| Група             | 2000.       | 2010.       |
| Белци             | 373 (98,2%) | 320 (97,0%) |
| Афроамериканци    | 0 (0,0%)    | 0 (0,0%)    |
| Азијати           | 0 (0,0%)    | 0 (0,0%)    |
| Хиспаноамериканци | 4 (1,1%)    | 5 (1,5%)    |
| Укупно            | 380         | 330         |